# 阿波證券
阿波證券株式会社（あわしょうけん）は、徳島県徳島市寺島本町西一丁目に本社を置く、証券取引事業を行う証券会社である。

## 沿革
- 1948年5月18日 会社設立。
- 1953年 富岡出張所（現・阿南支店）を開設。
- 1983年 本社をアミコビルへ移転。脇町営業所を開設。
- 1986年 鴨島営業所を開設。
- 1987年 鳴門営業所を開設。
- 1990年 池田営業所、洲本営業所、阿南東営業所を開設。
- 1991年 高知営業所（後の高知支店）を開設。
- 1995年 大阪西営業所を開設。
- 1996年 泉大津営業所を開設。
- 2000年 神戸西営業所を開設。
- 2001年 泉大津営業所を大阪西営業所に統合。
- 2003年 大阪西営業所を神戸西営業所に統合。
- 2006年 北島営業所を開設。
- 2010年 神戸西営業所を洲本営業所に統合。
- 2010年 阿南東営業所を阿南支店に統合。
- 2011年 池田営業所、高知支店を脇町営業所に統合。
- 2014年 １億円に減資。

## 事業所
- 本店営業部 - 徳島県徳島市寺島本町西一丁目5番地
- 阿南支店 - 徳島県阿南市富岡町西石塚18番地3
- 脇町営業所 - 徳島県美馬市脇町大字猪尻字西分89番地
- 鴨島営業所 - 徳島県吉野川市鴨島町鴨島219番地1
- 鳴門営業所 - 徳島県鳴門市撫養町斎田字大堤212番地
- 洲本営業所 - 兵庫県洲本市塩屋一丁目439番地12
- 北島営業所 - 徳島県板野郡北島町高房字勝瑞境53番地5